# Hopferau
Hopferau è un comune tedesco di 1 104 abitanti, situato nel land della Baviera.